# بوهمند الثالث أمير أنطاكية
بوهمند الثالث (1144م–1201م) و كان أمير إمارة أنطاكية منذ سنة 1136.
كانت والدته وصية على العرش بعد مقتل والده ريموند الثاني في معركة معركة إنب حتى أصبح بمقدوره الحكم. ثم أسر في حلب سنة 1164 بعد معركة حارم و اقتاده نور الدين زنكي إلى حلب ليقضي عاما في السجن ليخرج بعد أن دفع عوضا عنه فدية كبيرة سنة 1165 بعد توسط الإمبراطور البيزنطي مانويل كومنينوس.
بقي على الحياد أثناء الحملة الصليبية الثالثة خوفا من صلاح الدين. وقع في اسر ليو الثاني سنة في سنة 1194 ليجبر عن التنازل عن عرش إمارة أنطاكية.